# 中国新疆航空
中国新疆航空（ちゅうごく-しんきょう-こうくう）は中華人民共和国でかつて運航されていた航空会社である。また新疆航空とも呼ばれていた。2002年に中国政府による航空会社再編政策のため中国北方航空とともに中国南方航空に吸収合併して消滅した。

## 概要
- 1985年5月15日設立。1988年に分割解体された旧中国民用航空総局（CAAC）のウルムチ管理局を引き継いで誕生。本拠地は新疆ウイグル自治区ウルムチにあるウルムチ地窩堡国際空港であった。
- 運航は中国西域を中心として中国国内線が主であったが、中央アジア諸国への短距離国際線も運航していた。
- 運航機材として、ソ連以外では初めてIl-86を運航していた。他の民航系航空会社ではほぼ駆逐されていたソ連機の比率が高かった。他にはATR 72とボーイング757を運航していた。
- 現在は中国南方航空新疆分公司に組織改組されている。